# Indipendenza e Democrazia
Il Gruppo Indipendenza/Democrazia nel Parlamento Europeo (IND/DEM) era un gruppo politico del Parlamento europeo che raccoglieva i deputati che facevano riferimento alla matrice euroscettica di destra. Nato nel 2004, si è sciolto de facto il 1º luglio 2009.

## Storia del gruppo
Il gruppo nasce nel 2004, erede del gruppo Europa delle Democrazie e delle Diversità, raggruppando partiti euroscettici regionalisti o estremisti facenti riferimento ai partiti europei EUDemocrats e Alleanza dei Democratici Indipendenti in Europa (dissoltosi nell'inverno del 2009). I più importanti partiti sono l'inglese UKIP, la Lega delle Famiglie Polacche e la Lega Nord. Quest'ultima sarà espulsa nel marzo 2006 a causa delle provocazioni di Roberto Calderoli in seguito alla pubblicazione delle caricature di Maometto sul Jyllands-Posten, che hanno portato alle sue stesse dimissioni dal governo.
Dopo le elezioni europee del 2009 solo l'UKIP, il Libertas-MPF, il LAOS e il Partito Politico Riformato ottengono dei seggi, ma troppo pochi per costituire un gruppo; l'Unione Cristiana passa al Gruppo dei Conservatori e dei Riformisti Europei. Il gruppo IND/DEM cessa quindi di esistere e i suoi componenti hanno deciso di formare un nuovo gruppo: il Gruppo Europa della Libertà e della Democrazia.

## Composizione

### VI Legislatura (2004-2009)
Il gruppo IND/DEM contava 32 deputati ed era presieduto da due co-presidenti, il britannico Nigel Farage, esponente dell'UKIP, e il danese Jens-Peter Bonde, esponente del JuniBevægelsen e sostituito da Hanne Dahl.
| Partito                                    | Nome locale                       | Abbr.  | Stato       | Europartito | MPE | Note                   |
| ------------------------------------------ | --------------------------------- | ------ | ----------- | ----------- | --- | ---------------------- |
| Partito per l'Indipendenza del Regno Unito | United Kingdom Independence Party | UKIP   | Regno Unito | nessuno     | 11  |                        |
| Lega delle Famiglie Polacche               | Liga Polskich Rodzin              | LPR    | Polonia     | ADIE        | 10  |                        |
| Lega Nord                                  | Lega Nord                         | LN     | Italia      | nessuno     | 4   | espulso nel marzo 2006 |
| Movimento per la Francia                   | Mouvement pour la France          | MPF    | Francia     | ADIE        | 3   |                        |
| Lista di Giugno                            | Junilistan                        | JL     | Svezia      | EUD         | 3   |                        |
| Raggruppamento Popolare Ortodosso          | Laïkós Orthódoxos Synagermós      | LAOS   | Grecia      | ADIE        | 1   |                        |
| Unione Cristiana                           | ChristenUnie                      | CU     | Paesi Bassi | nessuno     | 1   |                        |
| Partito Politico Riformato                 | Staatkundig Gereformeerde Partij  | SGP    | Paesi Bassi | nessuno     | 1   |                        |
| Democratici Indipendenti                   | Nezávislí demokraté               | NEZDEM | Rep. Ceca   | ADIE        | 1   |                        |
| Movimento di Giugno                        | JuniBevægelsen                    | JB     | Danimarca   | EUD         | 1   |                        |
| indipendente                               | Kathy Sinnott                     |        | Irlanda     | nessuno     | 1   |                        |